# ذراع اليضة (ردفان)

تعديل مصدري - تعديل

ذراع اليضة هي إحدى قرى عزلة الحبيلين بمديرية ردفان التابعة لمحافظة لحج، بلغ تعداد سكانها 39 نسمة حسب تعداد اليمن لعام 2004.